# Янохи
Янохи (пол. Janochy) — село в Польщі, у гміні Трошин Остроленцького повіту Мазовецького воєводства.
Населення — 85 осіб (2011).
У 1975-1998 роках село належало до Остроленцького воєводства.

## Демографія
Демографічна структура станом на 31 березня 2011 року:
|          | Загалом | Допрацездатний вік | Працездатний вік | Постпрацездатний вік |
| -------- | ------- | ------------------ | ---------------- | -------------------- |
| Чоловіки | 42      | 4                  | 30               | 8                    |
| Жінки    | 43      | 8                  | 24               | 11                   |
| Разом    | 85      | 12                 | 54               | 19                   |